# Liste der Schweizer Botschafter in Algerien
Schweizer Botschafter in Algerien.

## Missionschefs
- 1962–1966: Sigismond Marcuard (1917–2010)
- 1966–1968: Anton Roy Ganz (1903–1993)
- 1968–1973: Jean-Denis Grandjean (1915–1977)
- 1973–1977: Etienne Vallotton (1918–1992)
- 1977–1978: Jimmy Martin (1920–2008)
- 1978–1981: Ernst Andres (1932–)
- 1981–1984: Erik-Roger Lang (1930–)
- 1985–1988: Othmar Uhl (1931–2012)
- 1989–1993: Heinrich Reimann (1944–2007); von 1992 bis 1993 auch akkreditiert in Mauretanien.[1]
- 1993–1994: Blaise Schenk (1938–2008); von 1993 bis 1994 auch akkreditiert in Mauretanien.[1]

1994–1998: Botschaft geschlossen
- 1998–2002: André von Graffenried (1945–)
- 2002–2007: Michel Gottret (1949–)
- 2007–2010: Jean-Claude Richard (1946–)
- 2010–2013: Thomas Feller (1949–)
- 2013–2013: Muriel Berset Kohen
- 2018–2022: Lukas Rosenkranz
- 2022–2025: Pierre-Yves Fux[2]